# Frunzenskaja (metropolitana di Minsk)
La stazione Frunzenskaja (Фрунзенская; così anche in russo) è una stazione della metropolitana di Minsk, posta sulla linea Aŭtazavodskaja.
Costituisce punto d'interscambio con la stazione Jubiliejnaja plošča della linea Zielienalužskaja.